# بازار میرزاکرم
بازار میرزاکرم مربوط به دوره قاجار است و در یزد، خیابان قیام، انتهای بازار مسگری واقع شده . این اثر در تاریخ ۹ اردیبهشت ۱۳۸۲ با شمارهٔ ثبت ۸۵۲۸ به‌عنوان یکی از آثار ملی ایران به ثبت رسیده است.